# Bingham and Garfield Railway
Le Bingham and Garfield Railway (B&G) fut créé en 1911, pour remplacer les deux embranchements du Denver and Rio Grande Railroad appelés Bingham Branch et Garfield Beach Extension qui ne donnaient pas entière satisfaction. La ligne électrifiée du B&G reliait la mine de Bingham Canyon à Garfield où se trouvait le haut-fourneau. 
En 1948, il fut remplacé par le Kennecott Utah Copper rail line appartenant à la société Kennecott Utah Copper Corporation. 

## Histoire

### Les compagnies minières
Enos A. Wall fit d'importantes acquisitions foncières dans le Bingham Canyon en 1887 à la suite de la présence de cuivre dans le sous-sol. L'exploitation souterraine de la mine débuta en 1890.
Daniel C. Jackling, ingénieur en métallurgie, et Robert C. Gemmell, ingénieur des mines, proposèrent d'exploiter cette mine à ciel ouvert, car seule une extraction à grande échelle serait rentable pour ce type de minerai à faible teneur en cuivre. En 1898 Samuel Newhouse et Thomas Weir créèrent la Boston Consolidated Mining Company. Puis en 1903, Jackling et Wall fondèrent la Utah Copper Company. Cette compagnie bâtit immédiatement un broyeur à gravité d'une capacité de 300 tonnes par jour à Copperton. En 1905, Jackling persuada Guggenheim Exploration de prendre 3 millions de dollars d'obligations et un demi million de dollars d'actions dans l'Utah Copper Company. Les premières grues à vapeur furent mises en service en 1906. Cette même année, l'American Smelting and Refining Company (ASARCO) inaugura sa fonderie de Garfield.

### Les lignes du Rio Grande Western Railway
Le chemin de fer joua un rôle très important dans cette nouvelle méthode d'exploitation à ciel ouvert. Des grues à vapeur chargeaient le minerai dans des wagonnets pour le déverser près d'un site de collecte. Le minerai était à nouveau chargé sur des wagons pour le conduire aux broyeurs. L'Utah Copper et la Boston Consolidated Mining bâtirent des usines à 26 km au nord du Bingham Canyon sur la rive sud du Grand Lac Salé, afin de disposer de grosses quantités d'eau pour le traitement du minerai. De son côté, l'Ohio Copper Company choisit d'implanter son usine à Lark, juste à côté du Bingham Canyon.
Au début, l'embranchement Bingham branch du Rio Grande Western Railway, et la ligne du Copper Belt Railway, achevée en 1901, furent suffisants pour assurer un trafic en pleine croissance. Pour augmenter la capacité, le Rio Grande Western acheva une nouvelle ligne dans le canyon en 1907, apte à recevoir des trains plus gros et plus lourds.

## La création du Bingham & Garfield Railway
En l'espace d'un an, les compagnies minières souhaitaient disposer de capacités encore plus grandes; mais le Rio Grande hésita à construire davantage de lignes uniquement pour desservir des activités minières. Pour surmonter ce manque de capacité, l'Utah Copper commença à construire sa propre ligne en 1907 afin de relier la mine de Bingham Canyon aux broyeurs de Magna et d'Arthur situés au pied de la face nord des montagnes Oquirrh. L'usine de l'Utah Copper située à Magna, qui avait une capacité de 6000 tonnes par jour, débuta en 1907, tandis que celle de la Boston Consolidated Mining, d'une capacité de 3000 tonnes, ouvrit en 1909. En 1910 la Boston Consolidated Mining fusionna dans l'Utah Copper Company.En 1911, le nouveau chemin de fer fut appelé le Bingham and Garfield Railway. Il tractait des trains parmi les plus lourds, et sa ligne devint rapidement l'une des plus chargées des États-Unis.
En ce début de siècle, de nombreux immigrés arrivèrent majoritairement de Crète, mais aussi d'Italie, de Bulgarie, d'Autriche, d'Allemagne, de Finlande, de Suède, d'Angleterre, d'Irlande, et du Japon. Cette grande diversité ethnique entrainait un communautarisme et des violences. En septembre 1912 la Western Federation of Miners avec l'appui d'une majorité des ouvriers immigrés demanda une augmentation de 50 cents de l'heure, ainsi que la démission de Leonidas Skliris, le principal agent recruteur d'immigrés grecs, qui s'enrichissait à leurs dépens. Skliris finit par s'enfuir au Mexique, tandis que la grève se poursuivait; le 31 octobre Daniel C. Jackling annonça une augmentation de salaire de 25 cents; la grève s'éternisa encore quelques semaines. Le travail reprit avec cette fois une majorité de travailleurs mexicains. 
En 1915 la Kennecott Copper Corporation prit 25 % des parts de l'Utah Copper Company. Cette même année, ASARCO et l'Utah Copper construisirent ensemble le premier système de traitement acide pour contrôler les émissions de dioxyde de soufre dans la fonderie de Garfield. Au cours des années 1918 à 1922 la flottation par moussage remplaça graduellement la séparation par gravité dans les installations de Magna et d'Arthur. L'utilisation de grues électriques débuta à Bingham en 1923, puis les premières locomotives électriques apparurent en 1928.
En 1924, pour réduire le coût des opérations, l'Utah Copper installa dans ses usines des culbuteurs rotatifs pour décharger ses wagons, et acheta des locomotives électriques. Une nouvelle réduction des coûts eut lieu entre 1925 et 1927, lorsque les grues et les locomotives utilisées dans la mine furent remplacées par des machines électriques. La mine de Bingham Canyon de l'Utah Copper Company eut rapidement la réputation d'être l'une des plus modernes du monde.
Lorsque la Grande Dépression éclata en 1929, l'Utah Copper se hâta de construire une nouvelle usine à l'entrée du Bingham Canyon. En 1936, la Kennecott Copper Corporation racheta la totalité de l'Utah Copper Company. Cette même année des unités de séparation du molybdène (un métal utilisé pour durcir l'acier) apparurent dans les installations de Magna et d'Arthur. La construction d'un dépôt central destiner à accroitre l'exploitation ferroviaire débuta en 1937. En 1938, Kennecott reconnut que les syndicats étaient les représentants officiels pour toute négociation avec ses salariés.

### La Seconde Guerre mondiale
En 1941, la Kennecott Copper Corporation renomma la mine de Bingham Canyon en Utah Copper Division. Durant la guerre de nombreuses femmes travaillèrent à la mine, aux broyeurs et aux fonderies. Des ouvriers porto-ricains furent employés pour pallier la pénurie de main d'œuvre. La production de cuivre atteignit son maximum durant la Seconde Guerre mondiale. Le tiers du cuivre utilisé par les Alliés au cours de la guerre provenait de la mine de Bingham Canyon, et le Bingham and Garfield railroad établissait des records en transportant plus de 100 000 tonnes de minerai de cuivre par jour
En 1944 Kennecott construisit sa propre centrale électrique afin d'assurer son indépendance énergétique. Cette même année eut lieu la première négociation concernant les salaires et les conditions de travail.

### La nouvelle ligne
La compagnie continua à réduire les coûts en achevant la construction de 3 tunnels entre la mine à ciel ouvert et les parties les plus basses du Bingham Canyon. Le premier tunnel fut achevé en 1944, le second en 1952, et le troisième (le plus long avec 5,5 km) en 1961. En 1947, Kennecott termina une toute nouvelle ligne entièrement électrifiée entre la mine et les broyeurs. La nouvelle ligne baptisée Kennecott Utah Copper rail line fut construite avec une rampe plus faible que celle utilisée par le Bingham and Garfield. Cette ligne permit d'augmenter la capacité de transport, avec une moyenne quotidienne de 110 000 tonnes de minerai.

## Le funiculaire Bingham & Garfield Tramway
Le funiculaire "Bingham & Garfield Tramway" fut construit en 1909 et appartenait à Bingham & Garfield Railroad, chemin de fer qui transportait le minerai de cuivre depuis les mines à travers le Bingham Canyon jusqu'à la fonderie de Garfield (Utah). Le funiculaire était réservé aux employés de Bingham & Garfield Railroad Company pour relier le chemin de fer à la ville de Bingham située en dessous au fond du Canyon.
Le funiculaire a été arrêté en 1970 avant de disparaître…
Voici exactement où se trouvait le funiculaire : 40° 32′ 02,49″ N, 112° 09′ 06,24″ O
Ici, une superbe vidéo montrant « la vie dans le Bingham Canyon en 1948 » avec des vues du funiculaire en fonctionnement!

## Les cités ouvrières
En 1939, la plupart des ouvriers des hauts-fourneaux de l'Utah Copper Company vivaient à Garfield (14 %), Magna (63 %), et Salt Lake City (23 %). Le nombre des ouvriers dans ces hauts-fourneaux passa de 152 en 1906 à 1 336 en 1938. Le maximum fut atteint en 1917 avec 3 298 employés. À Garfield, le record de population fut de 2 000 personnes en 1940. 

## Les vestiges
La mine Bingham Canyon Copper Mine qui a commencé son exploitation en 1906 et devenue aujourd'hui la plus grande mine à ciel ouvert au monde!
Comme le cratère de la mine ne cesse de s'élargir au fil des ans, les villes qui étaient situées au fond du canyon ont été rachetées une à une par la compagnie minière Utah Copper Mine. Certaines ont été abandonnées, d'autres ont disparu dans le cratère, ou ont été ensevelies sous les déchets de la mine;
L'histoire de Bingham Canyon et de ces villes fantômes (Copperfield, Bingham, Yampa, Carr Fork, Heaston Heights, Frog Town, etc) est absolument fascinante! Il y a eu plus de 20 000 personnes qui vivaient dans ces vallées depuis la découverte d'or, d'argent et de cuivre au XIXe siècle. Toutes ces villes ont disparu, mais une ville nouvelle, Copperton, a été construite plus bas dans la vallée pour accueillir les personnes délocalisées. Il semble certain que toutes ces personnes ont gardé une profonde nostalgie de leurs vies passées au fond de ce canyon malgré de fréquentes catastrophes comme effondrements de montagne, glissements de terrain, inondations…